# Глобочица (Качаник)
Глобочица (алб. Glloboçicë) је насеље у општини Качаник на Косову и Метохији. Атар насеља се налази на територији катастарске општине Глобочица површине 1412 ha. Село Глобочица први пут се помиње 1389. године, када га је господар Андрејаш, син краља Вукашина и брат Марка (Краљевића), приложио манастиру Св. Андрије код Скопља. Село је било словенско, са православним живљем и црквом Св. Николе, која је касније уништена до темеља. У Глобочици данас више нема Срба.

## Демографија
Насеље има албанску етничку већину.
Број становника на пописима:
- попис становништва 1948. године: 689
- попис становништва 1953. године: 746
- попис становништва 1961. године: 703
- попис становништва 1971. године: 685
- попис становништва 1981. године: 965
- попис становништва 1991. године: 1029